# تو بوتس (کلرادو)
تو بوتس (به انگلیسی: Two Buttes) شهری در ایالت کلرادو کشور ایالات متحده آمریکا است که جمعیت آن در سرشماری سال ۲۰۱۰ میلادی، ۴۳ نفر بوده‌است.